# Come With Us (canción de Sophie Ellis-Bextor)
«Come with Us» (en español: Ven con Nosotros) es el primer sencillo de la cantante británica Sophie Ellis-Bextor perteneciente a su sexto álbum de estudio llamado Familia. El sencillo salió a la venta el 19 de julio de 2016 en la mayoría de las tiendas digitales de iTunes. La canción fue compuesta por Sophie Ellis-Bextor y Ed Harcourt. El día del lanzamiento del sencillo en iTunes, también salió el CD promocional del sencillo exclusivo para estaciones de radio, el CD contiene la versión de 'Come With Us' que estará incluida en el álbum y también la versión editada especialmente para radio.

## Video musical
El video musical fue grabado durante la sesión fotográfica para el álbum  Familia, de la que también se extrajo el video tráiler del álbum, la dirección tanto del video como de la fotografía estuvieron a cargo de Sophie Muller, el video fue estrenado en el canal de VEVO en Youtube de Ellis-Bextor el 28 de julio de 2016. El video muestra a Ellis-Bextor sentada cantando la canción y ataviada en diversos y coloridos atuendos inspirados según sus propias palabras, en México y América del Sur.

## Lanzamiento
- CD promocional:[2]

1. Come With Us (Radio Edit) -
2. Come With Us (Versión del álbum) – 3:54
- Single Digital iTunes:[1]

1. Come With Us (F9 Radio Edit) - 3:39
2. Come With Us (F9 Extended Disco Mix) - 6:47
3. Come With Us (F9 Mixshow Edit) - 5:24
- Versión del Álbum:

6. Come With Us – 4:38